# Iban Mayo
Pour les articles homonymes, voir Mayo et Iban.
Ne doit pas être confondu avec Iban Mayoz.
Mayo  Díez est un nom espagnol. Le premier nom de famille, en général paternel, est Mayo ; le second, en général maternel, souvent omis, est Díez.
Iban Mayo Díez, né le 19 août 1977 à Igorre, est un coureur cycliste espagnol. Sa carrière professionnelle débute en 2000 dans l'équipe Euskaltel-Euskadi.

## Biographie

### Les débuts professionnels et la révélation au printemps 2001
Iban Mayo commence sa carrière professionnelle en 2000 dans l'équipe Euskaltel-Euskadi après avoir été élu meilleur coureur amateur espagnol en 1999. Il se révèle au printemps 2001 grâce à trois succès importants obtenus en trois semaines. En mai, il participe au Grand Prix du Midi libre. Cinquième au classement général après le contre-la-montre (3e étape), il monte au deuxième rang à la veille de l'arrivée grâce à sa troisième place à Mende. Il a alors 1 secondes de retard sur le Suisse Sven Montgomery. Celui-ci s'effondre le lendemain et termine dernier de l'étape, avec plus d'une demi-heure de retard. Iban Mayo, deuxième derrière Benoît Salmon, remporte l'épreuve. Deux semaines après cette première victoire professionnelle, il s'impose sur la Classique des Alpes. Il s'échappe avec Óscar Sevilla au 55e kilomètre, puis lâche ce dernier et franchit seul la ligne d'arrivée, avec plus d'une minute d'avance sur Lance Armstrong et Pavel Tonkov. Le lendemain, il prend le départ du Critérium du Dauphiné libéré. En retrait dans la lutte pour le classement général, il remporte l'étape-reine à Briançon, devant Pavel Tonkov et Christophe Moreau, en compagnie desquels il s'est échappé dans l'ascension du col du Galibier. À 23 ans, cet excellent mois fait de Mayo un grand espoir pour les courses par étapes. Il est sollicité par plusieurs équipes mais signe dès juillet un nouveau contrat de deux ans avec Euskaltel. En septembre, il participe à son premier Tour d'Espagne. Il y prend la onzième place finale, avec pour meilleurs résultats une treizième place aux lacs de Covadonga (5e étape) et à Andorre (11e étape), ainsi qu'une septième place à l'Alto Cruz de la Demanda (8e étape).
En 2002, après un Tour de France achevé à la 88e place, à près de deux heures de Lance Armstrong, il progresse sur la Vuelta en terminant cette fois cinquième. Il se distingue notamment en montagne où il suit les meilleurs, à La Pandera (6e étape) et à l'Angliru (15e étape), deux arrivées en altitude où s'impose le vainqueur final Roberto Heras, Mayo se classant quatrième. Il réalise également de bonnes performances en contre-la-montre, finissant sixième de l'étape chronométrée de Cordoue (10e étape) et huitième du contre-la-montre final arrivant au Stade Santiago Bernabéu.

### 2003-2006: les principaux succès
Déjà deuxième de Liège-Bastogne-Liège, il tente d'attaquer Lance Armstrong dans le col du Galibier sur le critérium du Dauphiné Libéré. Il confirme son potentiel en remportant la 8e étape du Tour de France 2003 à l'Alpe d'Huez. Quelques jours après, il parvient à suivre l'attaque d'Alexandre Vinokourov dans le col de Peyresourde avant l'arrivée à Loudenvielle. Il ambitionne même de remporter l'étape entre Bagnères-de-Bigorre et Luz-Ardiden mais il est pris dans la chute d'Armstrong dans la montée finale. Il termine cependant bien placé dans le groupe de poursuite mené par Jan Ullrich.
En juin 2004, il entame le Critérium du Dauphiné libéré en gagnant à nouveau le prologue. Il abandonne le maillot jaune à José Iván Gutiérrez deux jours plus tard. Lors du contre-la-montre sur les pentes du mont Ventoux (4e étape), il domine ses adversaires. Avec un temps de 55 minutes et 51 secondes, il bat de près d'une minute le record établi par Jonathan Vaughters en 1999. Tyler Hamilton, deuxième de l'étape, est à 35 secondes et Lance Armstrong est cinquième à près de deux minutes. Mayo reprend le maillot jaune à Gutierrez, septième de l'étape, et le conserve jusqu'à l'arrivée à Grenoble, où il devance au classement général Hamilton et Óscar Sevilla.

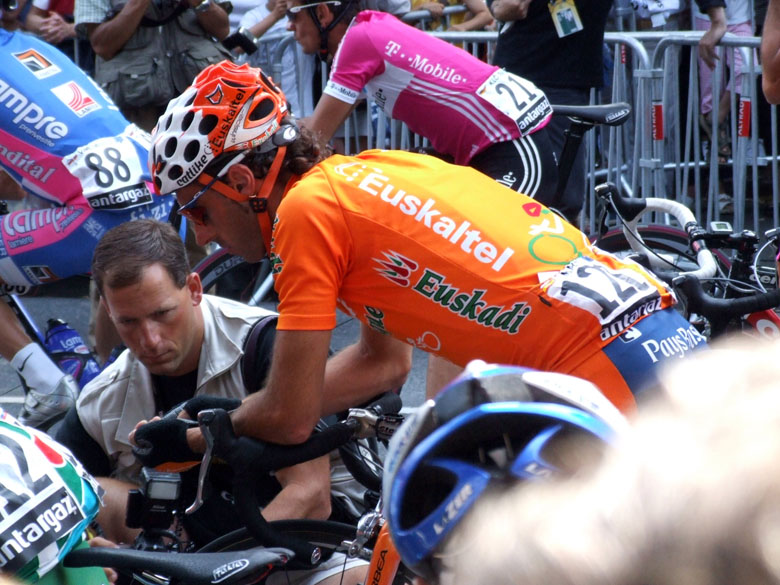
I.Mayo sous le maillot d'Euskaltel-Euskadi durant le Tour de France 2006

Un an après la victoire à l'Alpe d'Huez, la domination de Mayo sur Armstrong dans une autre grande ascension fait de lui l'un des principaux rivaux de l'Américain pour le Tour de France. Ses espoirs de maillot jaune sont cependant rapidement réduits. Lors de la troisième étape entre Waterloo et Wasquehal, il chute avec six coureurs à l'approche d'un secteur pavé. L'US Postal creuse l'écart et Mayo rejoint l'arrivée avec près de quatre minutes de retard, dans un groupe d'une soixantaine de coureurs comprenant également Haimar Zubeldia,. De plus, il est lâché par le peloton quelques jours plus tard dans l'ascension du col de Latrape, un col de deuxième catégorie, dans l'étape-reine des Pyrénées. Il met un moment pied à terre mais ses coéquipiers ainsi que son directeur Julián Gorospe l'encouragent à continuer. Mais il termine au Plateau de Beille avec plus de 37 minutes de retard sur le vainqueur, Lance Armstrong. Démoralisé, il abandonne quelques jours plus tard.
Mais depuis sa victoire au classement général du Tour des Asturies, Iban Mayo ne grimpe plus comme avant, il est même inexistant pendant plus d'une saison, jusqu'à ce qu'il remporte la 6e étape du Critérium du Dauphiné libéré 2006 à La Toussuire-Les Sybelles. Iban Mayo peut donc prétendre à une éventuelle victoire sur le Tour de France 2006. Malheureusement, il abandonne dans la onzième étape. Déjà défaillant la veille dans la première grande étape de montagne, la deuxième lui est fatale et il quitte le Tour de France 2006 sans même avoir franchi les Pyrénées.

### 2007: dopage
C'est en 2007 qu'Iban Mayo quitte Euskaltel-Euskadi, son équipe de toujours, pour rejoindre Saunier Duval-Prodir.
Il est contrôlé positif à la testostérone sur le Giro 2007 où il remporte une étape. Déjà sujet à des variations de testostérone par le passé, Iban Mayo possède déjà un dossier auprès de la commission médicale de l'UCI et l'examen complémentaire par IRMS permet d'exclure toute administration de testostérone.
Le 30 juillet 2007, il est à nouveau annoncé positif à l'EPO, lors d'un contrôle effectué durant le deuxième jour de repos de la grande boucle soit le 24 juillet 2007. Suspendu par son équipe pendant plusieurs mois, il est blanchi à la suite de la contre-expertise le 22 octobre. Mais le 19 décembre 2007, une nouvelle expertise de l'échantillon B menée à la demande de l'UCI et faite par le Laboratoire national de dépistage du dopage (LNDD) de Châtenay-Malabry a confirmé le contrôle positif à l'EPO effectué le 24 juillet. En août 2008, il est finalement condamné par le Tribunal arbitral du sport à deux ans de suspension Sa carrière se termine dans la foulée. Désormais, il organise sa propre cyclosportive chaque année au mois de mai.

## Palmarès

### Palmarès amateur
| - 1994 - Tour de Pampelune - 3e du championnat d'Espagne de cyclo-cross juniors - 1995 - Bizkaiko Itzulia - 2e de la Gipuzkoa Klasika - 3e du championnat d'Espagne du contre-la-montre juniors - 4e du championnat du monde sur route juniors - 1998 - 3e du Trophée Javier Luquín | - 1999 - Tour d'Alicante : - Classement général - 3e étape - 4e étape du Tour de la Bidassoa - Premio Pascua - Mémorial Claudio Pedruzo - Tour de Zamora - 2e de la San Martín Proba - 3e du Mémorial Valenciaga - 3e du Tour de la Bidassoa |  |

### Palmarès professionnel
| - 2001 - Classement général du Grand Prix du Midi libre - Classique des Alpes - 6e étape du Critérium du Dauphiné libéré - 3e du Grand Prix Jornal de Noticias - 2002 - 5e du Tour d'Espagne - 2003 - Tour du Pays basque : - Classement général - 1re, 5ea et 5eb (contre-la-montre) étapes - 8e étape du Tour de France - Prologue et 4e étape du Critérium du Dauphiné libéré - 2e du Critérium du Dauphiné libéré - 2e de Liège-Bastogne-Liège - 6e du Tour de France - 2004 - Subida al Naranco - Clásica de Alcobendas : - Classement général - 1re et 2e étapes - Classement général du Tour des Asturies - Critérium du Dauphiné libéré : - Classement général - Prologue et 4e étape (contre-la-montre) - 2e du Tour du Pays basque - 2e de la Classique des Alpes | - 2006 - Tour de Burgos : - Classement général - 4e étape - 6e étape du Critérium du Dauphiné libéré - Subida a Urkiola - 2007 - 19e étape du Tour d'Italie |  |

## Résultats sur les grands tours

### Tour de France
6 participations
- 2002 : 88e
- 2003 : 6e, vainqueur de la 8e étape
- 2004 : abandon (15e étape)
- 2005 : 60e
- 2006 : abandon (15e étape)
- 2007 : déclassé pour dopage

### Tour d'Espagne
4 participations
- 2001 : 11e
- 2002 : 5e
- 2005 : abandon (5e étape)
- 2006 : 35e

### Tour d'Italie
1 participation
- 2007 : 38e, vainqueur de la 19e étape